# Neolindbergia rugosa
Neolindbergia rugosa är en bladmossart som beskrevs av Fleischer 1908. Neolindbergia rugosa ingår i släktet Neolindbergia och familjen Pterobryaceae. Inga underarter finns listade i Catalogue of Life.